# Elaphandra paucipunctata
Elaphandra paucipunctata é uma espécie de planta com flor da família Asteraceae.
Apenas pode ser encontrada no Equador.
Os seus habitats naturais são: florestas secas tropicais ou subtropicais e regiões subtropicais ou tropicais húmidas de alta altitude.
Está ameaçada por perda de habitat.